# Germán Dévora
Germán Dévora Ceballos (Las Palmas de Gran Canaria, 16 novembre 1943) è un allenatore di calcio ed ex calciatore spagnolo, di ruolo attaccante.

## Biografia
Giocò per tutta la carriera con la maglia del Las Palmas, squadra della sua città.
Dopo il ritiro allenò le giovanili del club canarino e ricoprì il ruolo di traghettatore della prima squadra in diverse occasioni.
È stato nominato presidente onorario del Las Palmas. Nel 2015 gli è stata dedicata una via, nei pressi dell'Estadio de Gran Canaria.

## Palmarès

### Club

#### Competizioni nazionali
- Segunda División: 1

Las Palmas: 1963-64